# Ким Об И Магдалина
 Ким Об И Магдалина  или  Магдалина Ким  (кор.  김업이 막달레나, 1774 г., Сеул — 24.05.1839 г., там же) — святая Римско-Католической Церкви, мученица.

## Биография
В раннем возрасте Магдалина Ким стала католичкой. Она хотела полностью отдать себя Богу, однако, её родители, которые не были христианами, не понимали намерений своей дочери и желали выдать её замуж. Новая семья девушки оказалась римско-католической веры. Магдалина хотела принимать более активное участие в жизни местной католической общины и поэтому проповедовала католицизм среди своих соседей. Во время начала преследований католиков в Корее (сентябрь 1836 г.) Магдалина Ким была арестована вместе с группой верующих. За свои убеждения она три года находилась в тюрьме. 24 мая 1839 года была казнена в Сеуле с группой верующих из 9 человек.
Магдалина Ким беатифицирована 5 июля 1925 года Римским Папой Пием XI и канонизирована 6 мая 1984 года Римским Папой Иоанном Павлом II вместе с группой 103 корейских мучеников.
День памяти в Католической Церкви — 20 сентября.

## Источник
- Catholic Bishops’ Conference of Korea Newsletter No. 38 (Spring 2002)  (англ.)
- No. 39 (Summer 2002)  (англ.)